# Giacomo Gorzanis

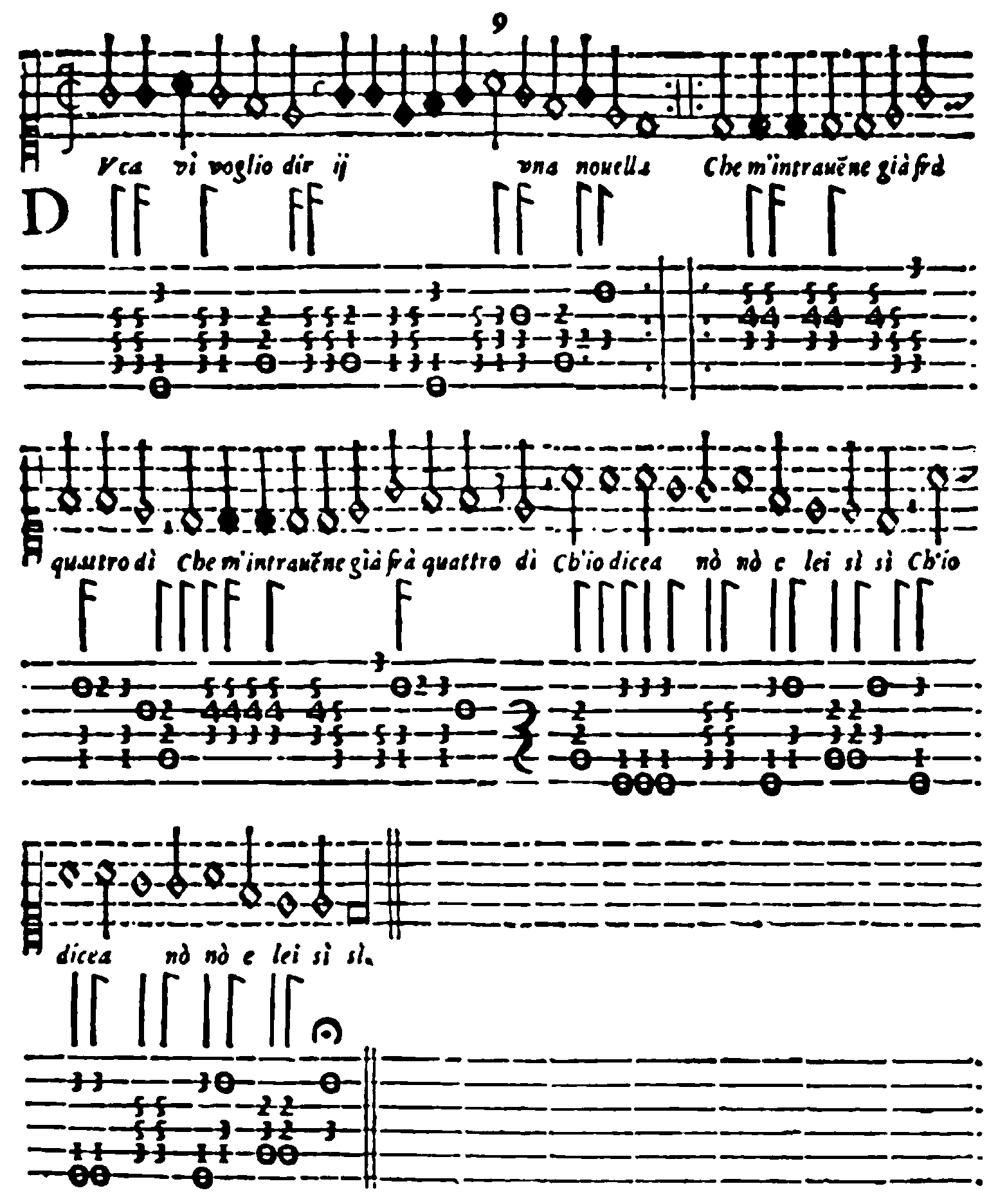
Duca vi voglio dir aus Il I. libro di napolitane

Giacomo Gorzanis (auch Jacomo (de) Gorzanis; * um 1520/1525 in der Region Apulien; † zwischen 1575 und 1579 wahrscheinlich in Triest) war ein italienischer Lautenist und Komponist.

## Leben
Gorzanis gab an, er sei blind geboren. Um 1557 reiste er in die Herzogtümer Kärnten und Krain. Später ließ er sich in Triest nieder, wo er vor 1567 die Bürgerschaft erhielt.
Gorzanis war einer der produktivsten Lautenkomponisten Italiens und veröffentlichte folgende Lautenbücher, die zum Teil hochvirtuose Stücke enthalten:
- Libro primo. Intabolatura di liuto (1561)
- Il II. libro de intabolatura di liuto (1563)
- Il III. libro de intavolatura di liuto (1564)
- Opera nova de lauto, messa in luce da suo figliolo Massimiliano, libro IV (undatiert)
- Il I. libro di napolitane (1570)
- Il II. libro delle Napolitane (1571)

Daneben sind einige Handschriften mit seinen Werken überliefert.